# Бредлі Аллен
Бредлі Аллен (англ. Bradley Allen, нар. 13 вересня 1971, Лондон) — англійський футболіст, що грав на позиції нападника. По завершенні ігрової кар'єри — тренер. З 2004 року тренує молодіжну команду клубу «Тоттенгем Готспур».

## Клубна кар'єра
Народився 13 вересня 1971 року в Лондоні. Вихованець футбольної школи клубу «Квінз Парк Рейнджерс». Дорослу футбольну кар'єру розпочав 1988 року в основній команді того ж клубу, в якій провів сім сезонів, взявши участь у 81 матчі чемпіонату. Був одним з її головних бомбардирів, маючи середню результативність на рівні 0,35 голу за гру першості.
У березні 1995 року за 400 000 фунтів стерлінгів перейшов у «Чарльтон Атлетик», де не став основним гравцем, тому здавався в оренду в нижчоліговий «Колчестер Юнайтед». З того ж 1999 року грав у нижчолігових англійських клубах «Грімсбі Таун», «Пітерборо Юнайтед», «Бристоль Роверс» та «Горнчерч».
Завершив ігрову кар'єру у команді «Редбридж», за яку виступав протягом 2004 року у Південній Конференції.

## Виступи за збірні
1991 року дебютував у складі юнацької збірної Англії (U-20), з якою був учасником молодіжного чемпіонату світу 1991 року у Португалії, на якому зіграв у 3 матчах і забив 1 гол, але його команда не вийшла з групи.
Протягом 1992—1993 років залучався до складу молодіжної збірної Англії. На молодіжному рівні зіграв у 8 офіційних матчах, забив 2 голи.

## Кар'єра тренера
Розпочав тренерську кар'єру відразу ж по завершенні кар'єри гравця, 2004 року ставши тренером молодіжної команди клубу «Тоттенгем Готспур», в з якою Бредлі Аллен працює і досі.

## Особисте життя
Аллен походить із відомої футбольної родини. Він син колишнього футболіста «Челсі», «Тоттенгема» та КПР Леса Аллена. Його брат — Клайв Аллен, грав у складі збірної Англії, а племінник — колишній гравець «Барнета» Олівер Аллен. Його дядько Денніс Аллен зіграв понад 300 ігор у лізі за «Редінг», а його двоюрідний брат Мартін Аллен тренував ряд клубів футбольної ліги, погравши перед тим за КПР та «Вест Гем». Бредлі також пов'язаний із Чарлі Алленом, сином Мартіна, який грав за нижчолігові англійські клуби. Пол Аллен також є двоюрідним братом Бредлі, і виступав зокрема за «Вест Гем», «Тоттенгем» та «Саутгемптон».